# Rancaekek Kulon
Rancaekek Kulon is een bestuurslaag in het regentschap Bandung van de provincie West-Java, Indonesië. Rancaekek Kulon telt 12.659 inwoners (volkstelling 2010).